# Sul sentiero
Sul sentiero è un album discografico in studio del cantautore Sergio Cammariere, pubblicato nel 2004.

## Il disco
Il disco è stato prodotto da Biagio Pagano e in esso il cantautore calabrese si avvale della collaborazione di Amedeo Ariano (batteria), Luca Bulgarelli (contrabbasso), Simone Haggiag (percussioni), Fabrizio Bosso (tromba) e Olen Cesari (violino). I testi sono scritti con Roberto Kunstler, eccezion fatta per Niente di Pasquale Panella e Ferragosto di Samuele Bersani. È presente anche una piccola orchestra.
Gli arrangiamenti e la direzione artistica sono di Paolo Silvestri.

## Tracce
1. Libero nell'aria – 5:07
2. Niente – 4:34
3. Sul sentiero – 3:56
4. L'assetto dell'airone – 4:05
5. Viali di cristallo – 6:42
6. Nessuna è come te – 5:37
7. Ferragosto – 4:45
8. Spiagge lontane – 5:01
9. Dalla parte del giusto – 3:56
10. Casa Lumière – 1:32
11. Nuova Italia – 4:22
12. La canzone dell'impossibile – 4:27
13. Oggi – 5:27
14. Capocolonna – 2:45

## Formazione
- Sergio Cammariere – voce, pianoforte, organo Hammond
- Amedeo Ariano – batteria
- Daniele Di Bonaventura – fisarmonica
- Simone Haggiag – percussioni
- Luca Bulgarelli – basso, contrabbasso
- Olen Cesari – violino
- Fabrizio Bosso – tromba
- Roberto Schiano – trombone
- Daniele Scannapieco – sassofono tenore
- Daniele Tittarelli – sax alto
- Javier Girotto – sassofono baritono
- Nicola Stilo – flauto
- Gabriele Mirabassi – clarinetto
- Mosè Chiavoni – clarinetto
- Massimo Pirone – tuba

## Classifiche
| Classifica (2004) | Posizione massima |
| ----------------- | ----------------- |
| Italia            | 11                |